# Joji Govindu
Joji Govindu (* 3. Mai 1944 in Dharmaram, Andhra Pradesh, Indien) ist ein indischer Geistlicher und emeritierter römisch-katholischer Bischof von Nalgonda.

## Leben
Joji Govindu empfing am 26. Dezember 1969 das Sakrament der Priesterweihe.
Am 21. April 1997 ernannte ihn Papst Johannes Paul II. zum Bischof von Nalgonda. Der Erzbischof von Hyderabad, Saminini Arulappa, spendete ihm am 24. Juni desselben Jahres die Bischofsweihe; Mitkonsekratoren waren der Bischof von Warangal, Thumma Bala, und der Bischof von Srikakulam, Innayya Chinna Addagatla.
Vom 9. August 2012 bis zum 2. Februar 2016 verwaltete er zudem das Bistum Vijayawada während der Sedisvakanz als Apostolischer Administrator.
Papst Franziskus nahm am 31. Juli 2021 seinen altersbedingten Rücktritt an.